# 1315 هـ
1315 هـ هي سنة في التقويم الهجري امتدت مقابلةً في التقويم الميلادي بين سنتي 1897 و1898.

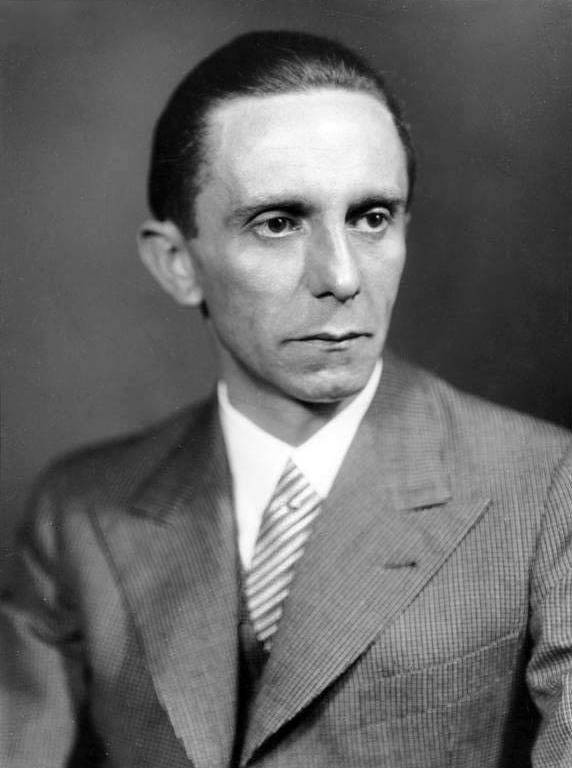
جوزيف غوبلز

## أحداث
- الف مهر علي شاه كتاب تحقيق الحق في كلمة الحق لرد علي شيخ اللكهنوي في مسألة وحدة الوجود.
- وفاة أمير وحاكم دولة آل رشيد ووفاة العصر الذهبي ووفاة محمد بن عبد الله بن علي الرشيد وفاة طبيعية.
- مبايعة عبد العزيز المتعب الرشيد أميرا لدولة آل رشيد
- مبارك الصباح يقوم باسترجاع المناطق الكويتية التي احتلها محمد بن عبد الله بن علي الرشيد.

## مواليد
- المختار بن حامدُنْ
- نجيب الأرمنازي
- شهاب الدين النجفي المرعشي
- عبد الله القرعاوي
- محمد أبو زهرة
- محمد العربي التباني
- مصطفى حليم
- الأمير سعود بن عبد الله بن جلوي آل سعود.
- توفيق الحكيم
- جوزيف غوبلز
- حسين الكاشاني
- شهاب الدين المرعشي النجفي
- عبد الرحمن بن علي بن عودان
- عبد اللطيف بن إبراهيم بن عبد اللطيف آل الشيخ
- عبد الله حشيمة
- عبد المجيد شوقي البكري
- محمد باقر الشخص
- محمود عبد الرحمن الشقفة
- ناجي الأصيل
- يوسف الصارمي
- يوسف شانج

## وفيات
- آغا الموسوي الجندقي
- أحمد آل طعان
- أحمد بن خالد الناصري
- أوبري بيردزلي
- الحسن بن زين بن سيدي سليمان
- باسكوال كيانجوس
- جعفر الحلي
- حسن حسني الطويراني
- فرانشيسكو خافيير سيمونت
- محمد حسين الشهرستاني
- محمد كامل الطرابلسي
- المهدي العباسي
- محمد بن أبي القاسم الهاملي
- محمد العبد الله الرشيد.